# Christine Süß
Christine Süß ist eine ehemalige deutsche Fußballspielerin.

## Karriere
Süß gehörte von 1974 bis 1976 als Stürmerin dem FC Bayern München an. Während ihrer Vereinszugehörigkeit drang sie mit der Mannschaft zweimal ins Endspiel um die deutsche Meisterschaft vor.
Am 15. Juni 1975 unterlag sie im Sportpark des Bonner Stadtteils Pennenfeld im Stadtbezirk Bad Godesberg der Mannschaft des Bonner SC mit 2:4.
Am 20. Juni 1976 war sie dann mit ihrer Mannschaft erfolgreich. Im Siegener Leimbachstadion wurde Tennis Borussia Berlin erst nach Verlängerung mit 4:2 bezwungen, nachdem es am Ende der regulären Spielzeit von 60 Minuten 2:2 gestanden hatte.

## Erfolge
- Deutscher Meister 1976
- Zweiter der Meisterschaft 1975